# Dumbbell : Combien tu peux soulever ?
Dumbbell : Combien tu peux soulever ? (ダンベル何キロ持てる？, Danberu nan-Kiro moteru?, litt. « Combien de kilos pouvez-vous soulever avec des haltères ? ») est une série de manga écrite par Yabako Sandrovich et dessinée par MAAM. L'histoire suit le quotidien de lycéennes s'entraînant dans une salle de sport. Elle est lancée dans le webzine Ura Sunday (ja) et l'application MangaONE (ja) de Shōgakukan en août 2016.
Une adaptation en une série télévisée d'animation par le studio Doga Kobo est diffusée pour la première fois entre le 3 juillet et le 18 septembre 2019,.

## Intrigue
Hibiki Sakura est une lycéenne qui adore manger mais cette habitude lui fait prendre du poids ; en l'observant se goinfrer de nouveau, sa meilleure amie Ayaka Uehara lui a demandé si elle avait grossi récemment.
Une fois que cela avait attiré à son attention, Hibiki s'était décidée de faire un régime mais n'y parvenant pas toute seule, cette dernière a fini par se rendre à contrecœur dans la nouvelle salle de sport qui a ouvert dans son quartier, le « Silverman Gym » (シルバーマンジム, Shirubāmanjimu). Elle y découvre Akemi Sōryūin, la présidente du bureau des élèves (B.D.E.) de son école, présente pour une autre raison…
Après avoir rencontré Naruzo Machio, l'un des entraîneurs de la salle, elle tombe amoureuse de lui et s'inscrit dans cette salle. Motivée, Hibiki se jure de perdre du poids.

## Personnages
Hibiki Sakura (紗倉 ひびき, Sakura Hibiki)
Voix japonaise : Fairouz Ai,
Le personnage principal de la série. Une élève de deuxième du lycée pour fille Kōyō qui adore manger. Elle a tenté de perdre du poids toute seule mais comme elle n'y arrivait pas, elle s'est résigné à s'inscrire dans une salle de sport, le Silverman Gym. Malheureusement, à cause de son manque d'exercice régulier et de ses propres habitudes alimentaires, elle a tendance à s'épuiser facilement et tout progrès réalisé tombe rapidement à l'eau. Bien qu'elle soit facilement montrée au début comme la plus inapte des personnages à s'inscrire dans une salle de sport, elle possède un talent caché pour les sports de combat, ce qu'elle démontre en détruisant l'un des sacs de frappe au gymnase de la famille d'Ayaka avec une facilité déconcertante. Sa condition physique générale s'améliore considérablement au point où elle peut sprinter à une vitesse comparable à celle d'Akemi.
Akemi Sōryūin (奏流院 朱美, Sōryūin Akemi)
Voix japonaise : Sora Amamiya,
La présidente du B.D.E. du lycée pour fille Kōyō. Une belle et charismatique jeune fille issue d'une famille fortunée qui réussit dans tous les domaines, que cela soit dans les sports ou dans les études. Elle est une grosse fétichiste des corps musclés et a rejoint le Silverman Gym principalement pour satisfaire ces désirs et exprime souvent son envie de voir Hibiki et les autres devenir des machos. Contrairement à Hibiki, elle est dans une meilleure condition physique.
Ayaka Uehara (上原 彩也香, Uehara Ayaka)
Voix japonaise : Shizuka Ishigami (ja),
La meilleure amie d'Hibiki Sakura et sa camarade de classe. Ayaka est une cinéphile qui aime regarder des films avec Hibiki, principalement des films d'actions avec Harnold Dogegenchonegger en vedette.  Elle et sa sœur sont les filles d'un célèbre boxeur professionnel qui a fondé son propre gymnase appelé le Glory Gym. Comme son père leur a appris à boxer depuis leur plus jeune âge, elle est en excellente condition physique et est une boxeuse compétente servant d'entraîneuse pour leur gymnase. Son entraînement lui permet de faire du shadow-boxing à la perfection et même de réaliser le fameux exercice de gainage, le « Dragon Flag », connu pour son extrême difficulté.
Gina Boyd (ジーナ・ボイド, Jīna Boido)
Voix japonaise : Nao Tōyama,
Une fille âgée de 17 ans et originaire de Russie. Elle assistait au début au cours de sambo dans la succursale de Moscou du Silverman Gim. Elle est aussi très forte au bras de fer. Après avoir perdu face à Hibiki au bras de fer, elle se déclare sa rivale et déménage au Japon, transférant par la même occasion à l'école d'Hibiki et séjournant chez elle sans son consentement. Même si elle ne fait pas de musculation, elle pratique plusieurs sports de combat et parvient à rester en forme de cette façon. Elle est aussi un peu otaku, essayant de maintenir une image publique des stéréotypes typiques d'un Russe.
Satomi Tachibana (立花 里美, Tachibana Satomi)
Voix japonaise : Yui Horie,
Une enseignante d'histoire mondiale âgée de 29 ans. Elle adore les cosplay érotiques et participe à de nombreux événements en se présentant sous le nom de « Lico Yuria » (百合亞 リコ, Yuria Riko) ; néanmoins elle tente de le cacher par peur d'être détruite socialement. En rejoignant le Silverman Gym, à l’instar de Hibiki, elle tombe également sous le charme de Machio.
Naruzō Machio (街雄 鳴造, Machio Naruzō)
Voix japonaise : Kaito Ishikawa,
L'entraîneur du Silverman Gym qui entraîne régulièrement Hibiki et Akemi. Hibiki a eu le coup de foudre pour lui en se rendant au Sylverman Gym et cela est devenu la principale motivation de cette dernière de rejoindre la salle. C'est un professionnel dévoué, généreux et poli, qui aide et soutient toujours sincèrement Hibiki. Derrière son beau visage de jeune homme dans la vingtaine et ses habits, se cache un corps de body-builder. Bien que Machio n'a pas l'air différent d'un jeune homme ordinaire avec ses vêtements, il a un physique si grand et bien défini qu'une fois qu'il contracte ses muscles, il révèle une masse musculaire si grande qu'il déchire littéralement ses vêtements, ce qui contraste avec son visage de jeune adulte.
Harnnold Doggenzonegger (ハーンノルド・ドゲゲンチョネッガー, Hānnorudo Dogegenchoneggā)
Voix japonaise : Tesshō Genda,
Un acteur américain jouant dans de nombreux films d'action. Les Japonais le surnomment « Harnny » (ドゲちゃん, Doge-chan).
Rumika Aina (愛菜るみか, Aina Rumika)
Voix japonaise : Haruka Tomatsu
La professeure principale d'Hibiki. Elle était une ancienne délinquante.
Yakusha Kure (呉 夜叉, Kure Yakusha)
Voix japonaise : Sayaka Ohara
Une enseignante et mère de deux enfants. Comme les autres membres du clan Kure, elle a les yeux inhabituels de son clan, des sclères noires et des iris blancs.
D. Rector (出入 苦多朗, Deire Kutarou)
Voix japonaise : Hiroyuki Yoshino (ja)
Un directeur de Muji TV.
Jason Sensastham (ジェイソン・スゲエサム, Jeison Sugeesamu)
Voix japonaise : Yūichi Nakamura
Un acteur et le secrétaire de Doggenzonegger.

## Productions et supports

### Manga
Dumbbell nan-Kilo moteru? (ダンベル何キロ持てる？) est écrite par Yabako Sandrovich et dessinée par MAAM. La série est lancée dans le 47e numéro de 2016 du webzine Ura Sunday (ja) et l'application MangaONE (ja) de Shōgakukan, le 5 août 2016. Les chapitres sont rassemblés et édités dans le format tankōbon par Shōgakukan avec le premier volume publié en décembre 2016 ; la série compte à ce jour dix volumes tankōbon.
En Amérique du Nord, une version anglaise est éditée par Seven Seas Entertainment depuis novembre 2019,.

#### Liste des volumes
| no | Japonais         | Japonais          | Français          | Français          |
| no | Date de sortie   | ISBN              | Date de sortie    | ISBN              |
| -- | ---------------- | ----------------- | ----------------- | ----------------- |
| 1  | 19 décembre 2016 | 978-4-09-127466-3 | 19 mai 2022       | 978-2-38275-251-7 |
| 2  | 12 juin 2017     | 978-4-09-127632-2 | 19 mai 2022       | 978-2-38275-252-4 |
| 3  | 12 décembre 2017 | 978-4-09-128050-3 | 13 juillet 2022   | 978-2-38275-253-1 |
| 4  | 12 avril 2018    | 978-4-09-128266-8 | 13 juillet 2022   | 978-2-38275-254-8 |
| 5  | 19 octobre 2018  | 978-4-09-128674-1 | 28 août 2022      | 978-2-38275-255-5 |
| 6  | 18 janvier 2019  | 978-4-09-128756-4 | 28 août 2022      | 978-2-38275-256-2 |
| 7  | 19 juin 2019     | 978-4-09-129238-4 | 28 septembre 2022 | 978-2-38275-257-9 |
| 8  | 8 août 2019      | 978-4-09-129375-6 | —                 |                   |
| 9  | 10 avril 2020    | 978-4-09-850092-5 | —                 |                   |
| 10 | 12 août 2020     | 978-4-09-850219-6 | —                 |                   |
| 11 | 19 janvier 2021  | 978-4-09-850436-7 | —                 |                   |
| 12 | 12 avril 2021    | 978-4-09-850500-5 | —                 |                   |
| 13 | 11 août 2021     | 978-4-09-850665-1 | —                 |                   |
| 14 | 10 décembre 2021 | 978-4-09-850830-3 | —                 |                   |

### Anime
Une adaptation en une série télévisée d'animation a été révélée en janvier 2019 avec l'ouverture d'un site officiel dédié. Celle-ci est réalisée par Mitsue Yamazaki au sein du studio d'animation Doga Kobo avec des scripts de Fumihiko Shimo, des character designs fournis par Maki Hashimoto et une bande originale composée par Yukari Hashimoto. La narration de la série est confiée à Tesshō Genda. La série est diffusée pour la première fois au Japon entre le 3 juillet et le 18 septembre 2019 sur AT-X, Tokyo MX, et un peu plus tard sur KBS, SUN, TVA et BS11,. La série est composée de 12 épisodes. Anime Digital Network détient les droits de diffusion en simulcast de la série en France, en Belgique, en Luxembourg, en Suisse, en Andorre et à Monaco sous le titre Dumbbell : Combien tu peux soulever ?. Funimation diffuse la série aux États-Unis, au Canada, au Royaume-Uni et en Irlande sous le titre How Heavy Are the Dumbbells You Lift?.
La chanson de l'opening de la série, intitulée Onegai Muscle (お願いマッスル, Onegai Massuru), est interprétée par Fairouz Ai et Kaito Ishikawa sous le nom de leurs personnages, tandis que celle de l'ending, intitulée Macho A Name? (マッチョアネーム？, Matchoanēmu?), est interprétée par Kaito Ishikawa sous le nom de son personnage,.

#### Liste des épisodes
| No                      | Titre français                               | Titre japonais         | Titre japonais              | Date de 1re diffusion |
| No                      | Titre français                               | Kanji                  | Rōmaji                      | Date de 1re diffusion |
| ----------------------- | -------------------------------------------- | ---------------------- | --------------------------- | --------------------- |
| 1                       | Ça te dirait d'essayer la muscu ?            | 筋トレやってみる?      | Kin tore yatte miru?        | 3 juillet 2019        |
| [Chapitres 1-2-3]       |                                              |                        |                             |                       |
| 2                       | Tu veux prendre des protéines ?              | プロテイン摂ってみる？ | Purotein totte miru?        | 10 juillet 2019       |
| [Chapitres 4-5-6]       |                                              |                        |                             |                       |
| 3                       | Vous voulez maigrir, madame ?                | 先生もダイエットする？ | Sensei mo Daietto suru?     | 17 juillet 2019       |
| [Chapitres 7-8-9]       |                                              |                        |                             |                       |
| 4                       | Alors, c'était bien les vacances ?           | 夏休みいい事あった？   | Natsuyasumi iikoto atta?    | 24 juillet 2019       |
| [Chapitres 10-11-12]    |                                              |                        |                             |                       |
| 5                       | À quelle épreuve tu participes ?             | 体育祭何に出る？       | Taiikumatsuri nani ni deru? | 31 juillet 2019       |
| [Chapitres 13-14-16]    |                                              |                        |                             |                       |
| 6                       | Tu veux une nouvelle rivale ?                | 新しいライバルほしい？ | Atarashii Raibaru hoshii?   | 7 août 2019           |
| [Chapitres 17-18-19]    |                                              |                        |                             |                       |
| 7                       | Tu veux devenir une idol ?                   | アイドルになりたい？   | Aidoru ni naritai?          | 14 août 2019          |
| [Chapitres 20-22-23]    |                                              |                        |                             |                       |
| 8                       | Que faire en cas de détresse ?               | 遭難したらどうする？   | Sōnan shitara dō suru?      | 21 août 2019          |
| [Chapitres 30-31-48-49] |                                              |                        |                             |                       |
| 9                       | As-tu déjà rencontré Dieu ?                  | 神を見たことある？     | Kami o mitakotoaru?         | 28 août 2019          |
| [Chapitres 35-36-37]    |                                              |                        |                             |                       |
| 10                      | Aimes-tu Noël ?                              | クリスマスはお好き？   | Kurisumasu wa o suki?       | 4 septembre 2019      |
| [Chapitres 24-25-26]    |                                              |                        |                             |                       |
| 11                      | Que fais-tu pour le Nouvel An ?              | お正月何してる？       | Oshōgatsu nanishiteru?      | 11 septembre 2019     |
| [Chapitres 27-28-29]    |                                              |                        |                             |                       |
| 12                      | Barre à disques : Combien tu peux soulever ? | バーベル何キロ持てる？ | Bāberu nan-Kiro moteru?     | 18 septembre 2019     |
| [Chapitres 52-53-54]    |                                              |                        |                             |                       |

## Accueil
Pour la 65e édition du prix Shōgakukan se déroulant en 2019, la série a été nommée dans la catégorie du « meilleur shōnen ».